# Gastrancistrus hemigaster
Gastrancistrus hemigaster är en stekelart som beskrevs av Graham 1969. Gastrancistrus hemigaster ingår i släktet Gastrancistrus och familjen puppglanssteklar.
Artens utbredningsområde är:
- Afghanistan.
- Sverige.

Arten är reproducerande i Sverige. Inga underarter finns listade i Catalogue of Life.